# Weesperflat
De Weesperflat aan de Weesperstraat in Amsterdam is een groot gebouw voor studentenhuisvesting dat eigendom is van woningcorporatie De Key. Het woongebouw is gelegen vlak bij het Waterlooplein, de Hortus Botanicus Amsterdam en het H'ART Museum (de vroegere Hermitage).

## Inrichting
De flat bestaat uit zeven verdiepingen met op elke verdieping twee gangen, behalve op de vierde. Deze is anders ingericht, omdat architect Herman Hertzberger vond dat die ruimte moest bieden aan een groot balkon, dat uitzicht biedt over de stad Amsterdam. De reden daarvan, was dat de vierde verdieping op de rooilijn van de oude omgevingsbebouwing lag en Hertzberger vond dat oud en nieuw elkaar op die hoogte moesten 'ontmoeten'. Daarnaast is het doel van zo'n architectonische ingreep om een groot gebouw minder massief te doen lijken.

## Status
Het complex gold lang als internationaal vermaard architectuursymbool en is in de loop der jaren door veel architectuurtoeristen en -studenten bezocht. Onder Amsterdammers staat het in minder hoog aanzien. De gemeente Amsterdam heeft het bijzondere karakter van het gebouw erkend door het in 2005 uit te roepen tot gemeentelijk monument.

## Geschiedenis
Het studentenhuis aan de Weesperstraat is een van de oudste studentenflats van Amsterdam. De bouw kwam voort uit een groot tekort aan studentenkamers aan het begin van de jaren 60. Studentenhuisvesting annex hotel Casa 400 (inmiddels gesloopt, en vervangen door Casa 4000) kwam in dezelfde jaren gereed. Met de realisatie werd begonnen in 1963, in 1966 was het complex af. In 1968 kreeg Hertzberger de Architectuurprijs Amsterdam voor de Weesperflat.
De flat heeft een rumoerig verleden. Zo liep op 24 april 1999 een nachtelijk feest uit op ongeregeldheden en een confrontatie met de Mobiele Eenheid. Studenten bekogelden voorbijgangers met glaswerk, bierflesjes en zelfs koelkasten.

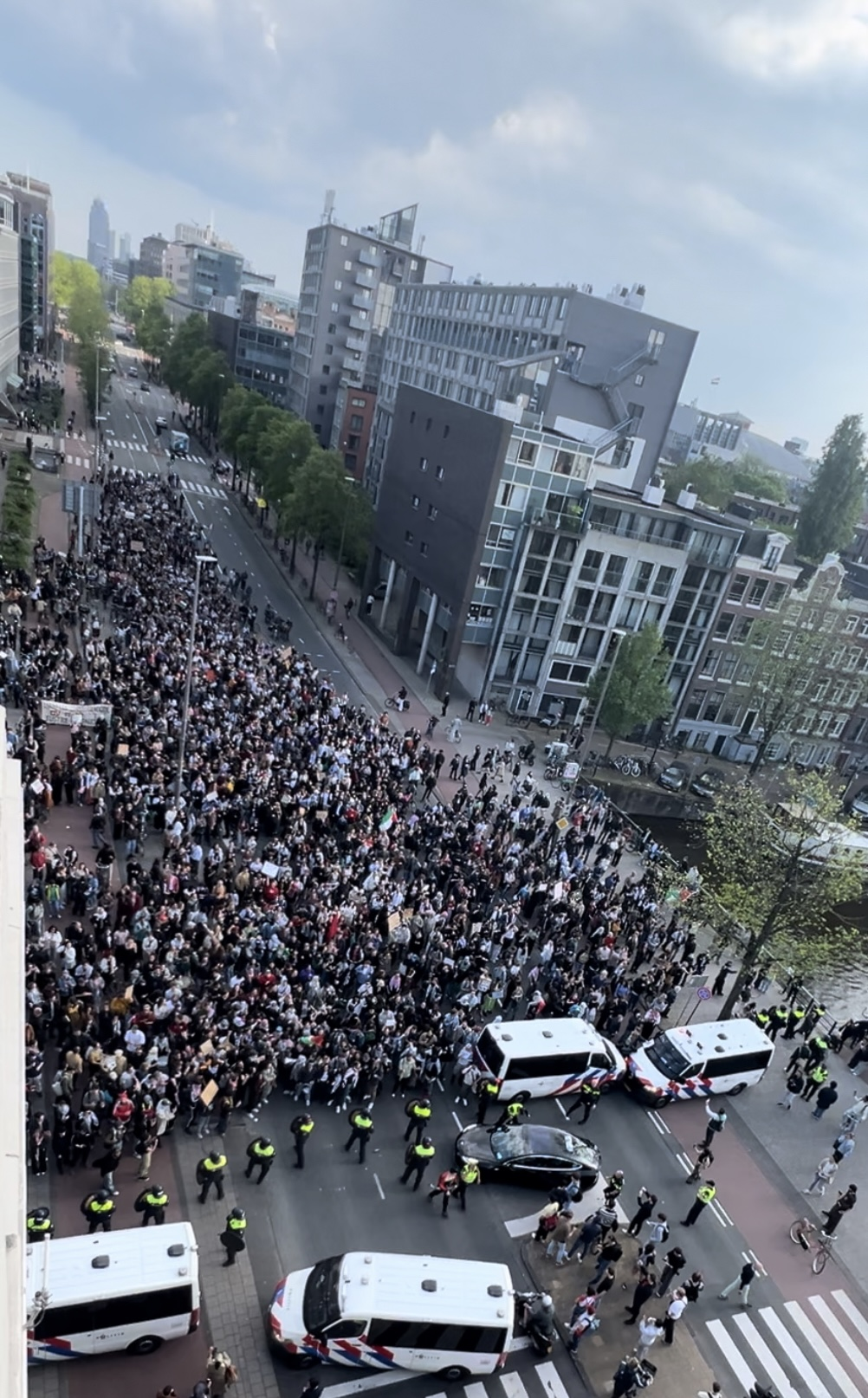
7 mei 2024 Gaza Protest vlak voor de Weesperflat

Op 7 mei 2024, 25 jaar later, vond er een intens protest plaats vlak voor de Weesperflat, waarbij de geschiedenis van deze flat opnieuw tot leven kwam. De flat, met zijn rumoerige verleden, werd het toneel van een heftige confrontatie tussen demonstranten en de autoriteiten.
Dit keer was het protest gericht tegen de situatie in Gaza. De menigte eiste gerechtigheid en vrede voor de Palestijnen. De spanning was voelbaar, en de politie stond op scherp.
De demonstranten hielden spandoeken omhoog, riepen leuzen en eisten aandacht voor de humanitaire crisis in Gaza. 
Bij deze pro-Palestijnse protesten in Amsterdam sloeg de politie agressieve demonstranten van zich af. Agenten proberen demonstranten die zich via de Weesperstraat richting het centrum wilden bewegen tegen te houden. Verschillende politiebusjes blokkeren daar de weg. 
De demonstranten probeerden langs de busjes te komen, maar de Mobiele Eenheid heeft op de Weesperstraat schilden en wapenstokken gebruikt om demonstranten succesvol op afstand te houden. 

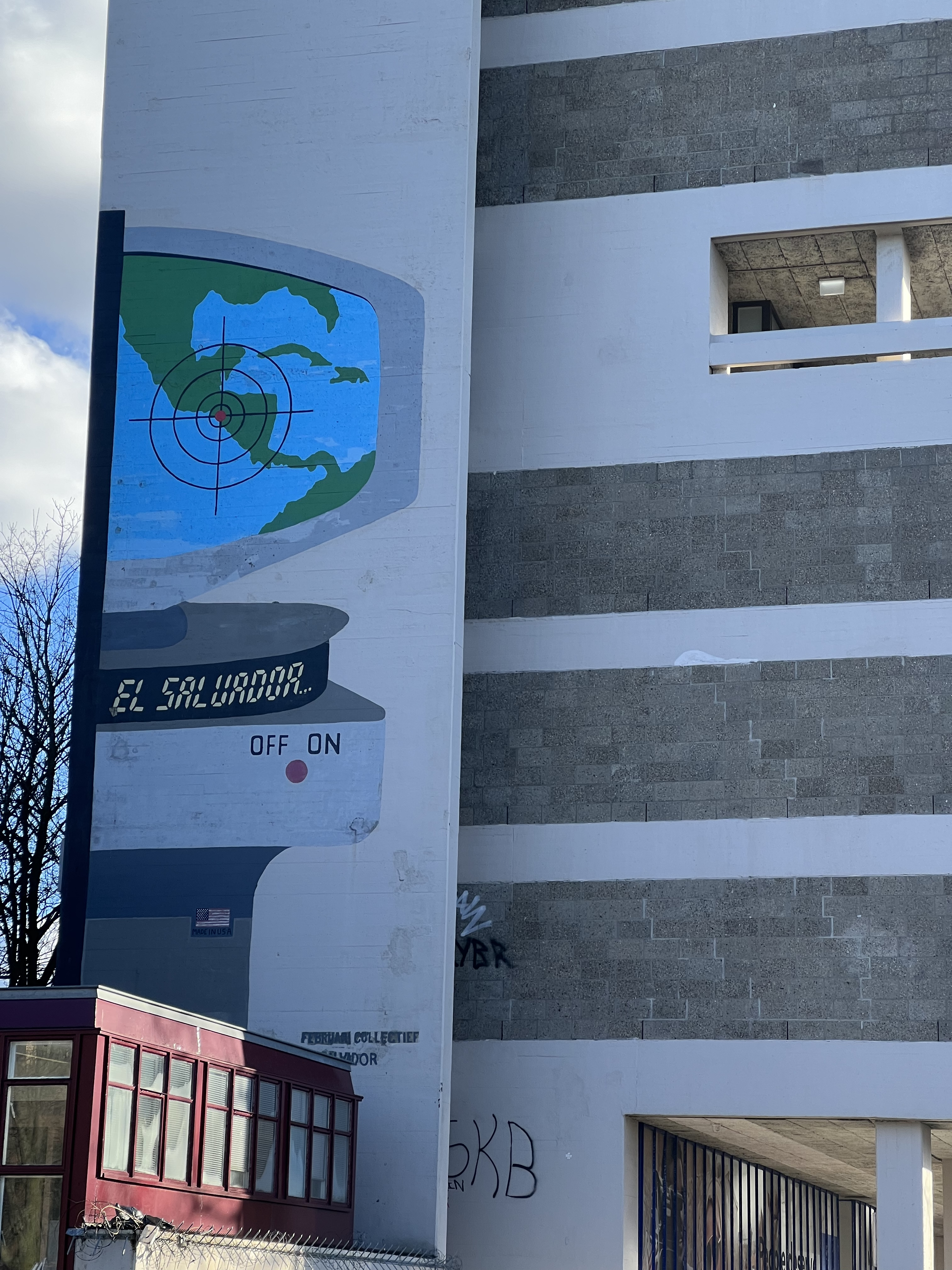
Muurschildering van Kees Romeyn

In de loop der jaren zijn er kleine en grotere wijzigingen doorgevoerd aan het gebouw. De studentenkamers zijn gemoderniseerd, waarbij de kooknissen zijn verdwenen. In de voormalige mensa waren door Hertzberger nissen aangebracht, die later zijn dichtgemaakt. Weer later sloot de mensa geheel.

## Schildering
De Muurschildering El Salvador op het gebouw is een kunstwerk dat herinnert aan de burgeroorlog van 1980 tot 1992 in El Salvador. Het is gemaakt door het Februari-collectief met onder anderen Bernd Lehmann, naar ontwerp van Kees Romeyn.

## De Doos
De Doos is de naam voor de kroeg die zich aan de rechterkant van het gebouw bevindt. Dit café, dat eerder 't Fust heette, wordt geëxploiteerd door studenten uit de flat.
Eind jaren 90 werd het flatcafe onregelmatig omgedoopt tot huiskamerrestaurant onder de naam 'de gedekte doos'.